# Донон (ресторан)

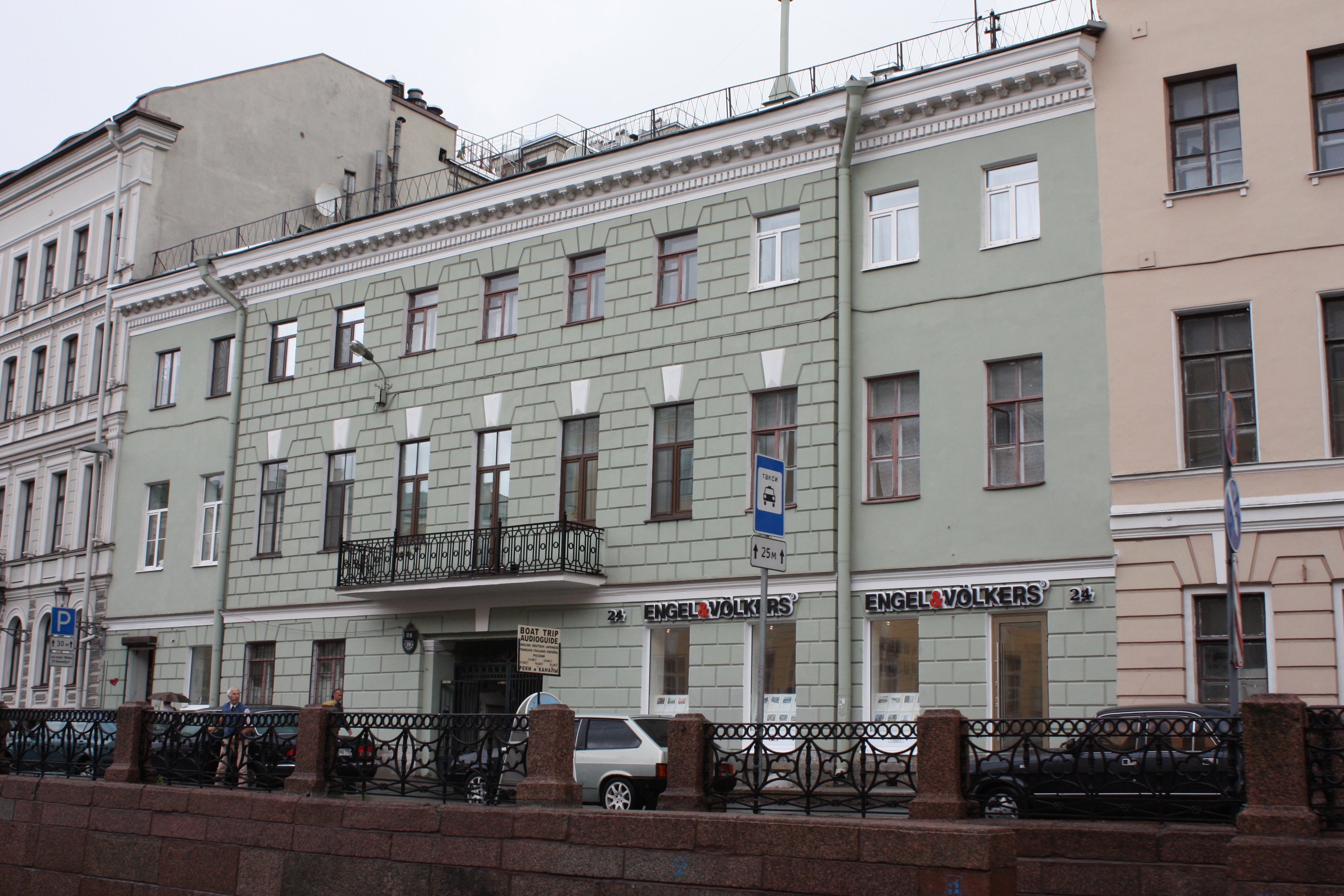
Дом на набережной Мойки 24, во дворе которого находился ресторан «Донон»

Донон — ресторан, располагавшийся в Санкт-Петербурге. Вначале он находился в глубине двора дома по набережной реки Мойки, 24, и затем на Английской набережной, 36. «Донон» был известен как один из самых фешенебельных ресторанов дореволюционного Петербурга, его посещали известные литераторы, столичные беллетристы и другие известные общественные и культурные деятели.
После того, как очередной владелец уже знаменитого ресторана решил переместить его в другое здание, на старой территории другими предпринимателями был открыт другой одноимённый ресторан, что привело к существованию двух «Дононов» — «Старого Донона» по Английской набережной и «Донону-Бетану» по старому адресу на Мойке. Между владельцами обоих ресторанов разгорелся громкий конфликт.

## История
В начале XIX века примерно на территории будущего ресторана располагался деревянный домик с рестораном Сан-Жоржа, при ресторане был сад, обедать можно было также в саду или на балконе, ресторан славился своим винным погребом.
В 1824 году во дворе дома купца Калугина на набережной реки Мойки, 24 располагалась французская лавка, торговавшая печёным картофелем и модными тогда макаронами. Через 10 лет владелец лавки арендовал весь дворовый флигель для постройки кафе-ресторана, именованного рестораном Сан-Жоржа. В 1849 году ресторан выкупил Жан-Батист Донон, перешедший со своей семьёй в русское подданство. Хотя заведение располагалось в глубине двора без парадного входа, оно быстро приобрело известность в городе как один из самых фешенебельных ресторанов. «Донон» также был известен своим одноимённым винным погребом с бургундским и бордо середины XIX века. Официантами ресторана были татары, высоко ценившиеся как ресторанные служители в силу их неприятия алкоголя.
Следующие десятилетия заведение постоянно меняло своих владельцев, тем не менее ресторан продолжал обслуживать богатых посетителей и подавать французские блюда. Также в «Дононе» подавали паровые котлеты, уху, ершей и фирменный напиток жженку. При ресторане был оборудован сад, летом посетители обедали в садовых беседках, в начале XX века на эстраде ресторанного зала играл румынский оркестр. 
В 1910 году здание приобрёл Митрофан Сементовский-Курило, владелец «Большой Северной» гостиницы и переместил заведение в здание на Английской набережной, 36 у Благовещенской площади. Сементовский переименовал заведение в «Старый Донон», так как название к этому моменту уже стало известным городским брендом. Предприниматель провёл капитальный ремонт по новому адресу, украсил помещение бронзой и картинами Тенирса, Воуэрмана и Сверчкова, висевшими в старом здании ресторана. Также Сементовский превратил «Донон» в акционерное сообщество, одно из первых в петербургском ресторанном бизнесе.
Старое помещение ресторана на Мойке выкупил итальянский предприниматель А. П. Бетан и вступил в соглашение с татарской прислугой «Донона», зарегистрировав товарищество «Ресторан Бетан и татары» и открыв новый ресторан в старом помещении на Мойке. Стремясь извлечь максимальное преимущество из связи знаменитого названия с не менее известным адресом, Бетан нашёл во Франции нового партнёра с фамилией Донон, чтобы иметь законное право на регистрацию нового названия для своего ресторана — «Донон Бетан и татары». Также на Бетана работал бывший шеф-повар «Донона» З. Д. Еремеев. Таким образом в Петербурге возникли два действовавших ресторана «Донон», и оба ресторана претендовали на владение знаменитой маркой. Между их владельцами возник горячий конфликт, ставшей главной темой столичных газет и предметом для карикатур. 
Из-за давления Министерства торговли Бетан переименовал свой ресторан в «Товарищество Павел Донон, Бетан и татары, основанное в 1910 г.». Тем не менее итальянский предприниматель тщательно сохранял все традиции заведения по старому адресу. Жители Петербурга продолжали ассоциировать «Донон-Бетан» со старым и оригинальным рестораном.

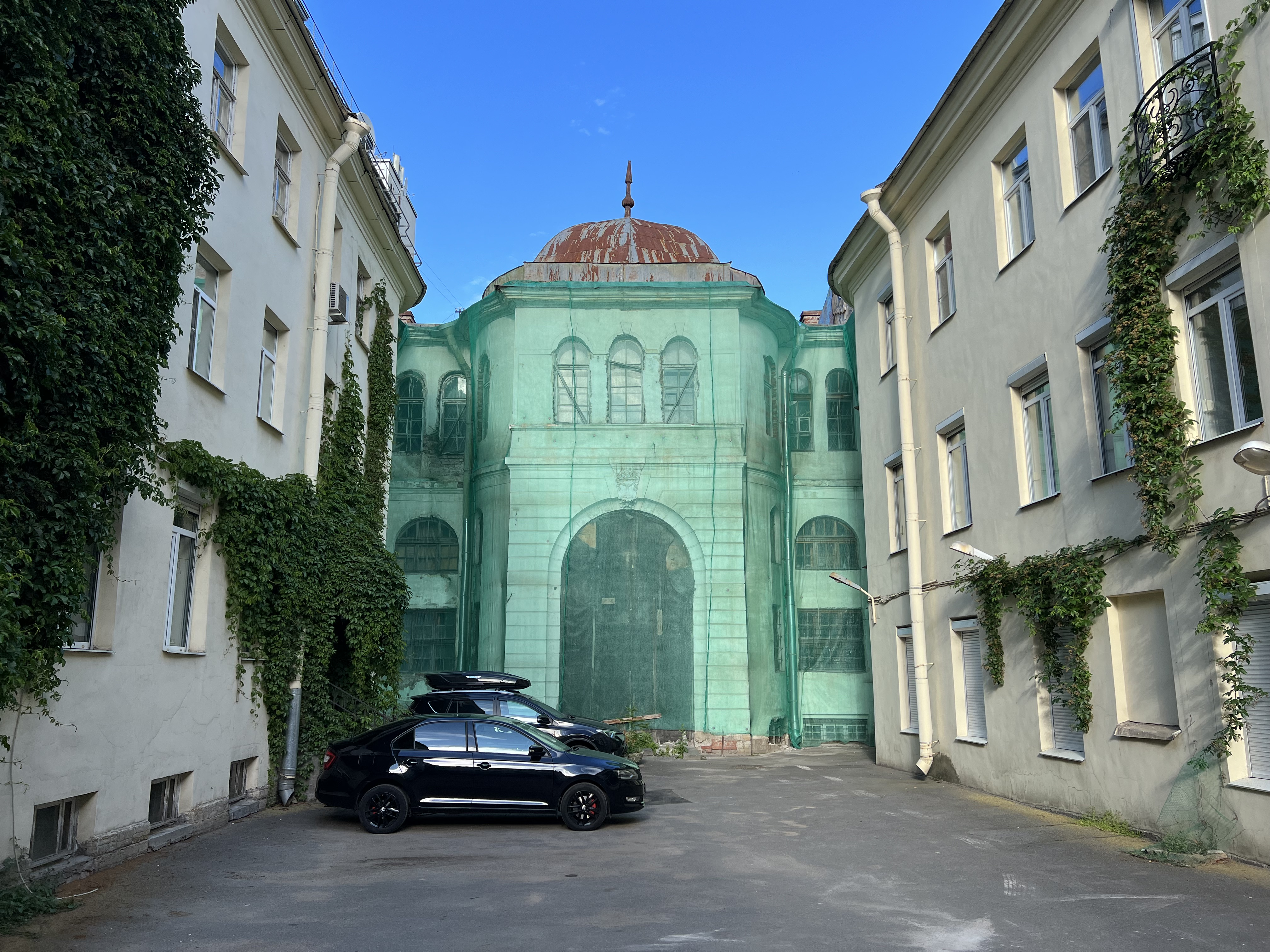
Здание ресторана «Донон». Вход со двора на набережной Мойки 24, арх. И.А. фон Гоген

Оба «Донона» продолжали борьбу за внимание клиентов, например заявляли о 50-летнем юбилее ресторана. После кончины Бетана в 1911 году его дело продолжали партнёры. «Донон» Бетана пользовался популярностью, в том числе и из-за близкого расположения к императорскому дворцу. М. К. Сементовский-Курило, владелец старого «Донона» по новому адресу, терпел сильное давление из-за конкуренции и боролся за привлечение большего количества клиентов, организовывая музыкальные вечера, приглашая известных певцов и организовывая конкурс на рисунок для меню и плакат среди членов Императорского общества поощрения художеств (ИОПХ). Тем не менее в 1912 году «Старый Донон» пережил банкротство. Однако, после значительной реорганизации, ресторан продолжил свою деятельность. В 1913 году здание на Мойке 24 было перестроено по проекту архитектора И. А. фон Гогена. В 1914 году в здании на Английской набережной произошёл пожар, однако ресторан был восстановлен. История двух ресторанов закончилась во время революции, однако в период НЭПа на набережной Мойки, 24 существовал ресторан под названием «Донон». Несмотря на название, его характер разительно поменялся, это было злачное заведение, которое, например, часто посещал легендарный бандит Лёнька Пантелеев.

## Посетители
Постоянным клиентом ресторана был князь Алексей Александрович. Его также посещали Гончаров, Костомаров, Некрасов, Панаев, Писемский, Тургенев, Чернышевский и другие известные литераторы. Например Анна Ахматова упоминала обеды в «Дононе» как символ красивой и беспечной светской жизни Санкт-Петербурга. В 1890-х годах в «Дононе» знаменитыми столичными беллетристами проводились «дононовские субботы» в последнюю субботу каждого месяца. На такие встречи женщин не приглашали. В «Дононе» также организовывались ежегодные обеды членов общества передвижников и праздники в честь годовщины крестьянской реформы Александра II её организаторами. В ресторане предпочитала обедать петербургская профессура.

Было около часу ночи, и дононовский сад был погружен в тьму. <…> Лакеи-татары, как тени, бесшумно сновали взад и вперед по дорожкам. <…> Я пошёл побродить по дорожкам и потому не присутствовал при процессе заказывания ужина. До слуха моего долетали: «ecrevisses a la bordelaise» [раки по-бордоски], «да перчику, перчику чтобы в меру», «дупеля есть?», «земляники, братец, оглох, что ли?», «на первый раз три крюшона…»— Михаил Салтыков-Щедрин, «Дневник провинциала»
В ресторане в своё время скрывался сбежавший из тюрьмы князь-анархист Пётр Алексеевич Кропоткин. Князь решил спрятаться в «Дононе», заметив, что «никому не придёт в голову искать его в модном ресторане». Тем не менее это не спасло князя от жандармерии, ворвавшейся в ресторан. Кропоткину удалось сбежать, так как полиция не проводила обыск возле здания. В начале XX века у ресторана встречались петербургские масоны.
Так как в начале XX века в городе существовало два ресторана под названием «Донон» и возникла путаница с их обозначением, зачастую невозможно установить, какое заведение подразумевали мемуаристы и писатели при упоминание «Донона» накануне революции, например, где обедали участники и организаторы первой Финляндской выставки в 1917 году.